# Epidendrum subreniforme
Epidendrum subreniforme är en orkidéart som beskrevs av Charles Schweinfurth. Epidendrum subreniforme ingår i släktet Epidendrum och familjen orkidéer.
Artens utbredningsområde är Peru. Inga underarter finns listade i Catalogue of Life.